# Shaqe Çoba
Shaqe Çoba właśc. Marie Shiroka (ur. 1875 w Szkodrze, zm. w grudniu 1954 tamże) – albańska nauczycielka, działaczka feministyczna.

## Życiorys
Córka Zefa Shiroki. Pochodziła z zamożnej rodziny mieszczańskiej ze Szkodry. Uczyła się początkowo w szkole w rodzinnej miejscowości, a następnie kontynuowała naukę w austriackiej szkole w Zagrzebiu. W 1904 wyjechała na studia z zakresu nauk politycznych, które odbywała na uniwersytecie we Florencji. W czasie pobytu we Włoszech poznała swojego przyszłego męża Ndoca Çobę, znanego działacza politycznego i przyszłego ministra finansów Albanii. 
Po powrocie do kraju, 3 sierpnia 1920 Shaqe Çoba założyła stowarzyszenie Gruaja Shqiptare (Kobieta Albańska), które zgromadziło grupę zwolenniczek emancypacji ze Szkodry. W organizacji działały wspólnie kobiety z rodzin muzułmańskich i chrześcijańskich. Çoba stanęła na czele tej organizacji i zajęła się działalnością charytatywną, organizując zbiórki pieniędzy na rzecz ofiar wojny, a także na rzecz wsparcia armii albańskiej walczącej z inwazją jugosłowiańską w rejonie Kopliku. W czasie zbiórek działaczki organizacji nosiły biały strój z inicjałami G.Sh.  W latach 1920–1921 organizacja wydawała w Szkodrze własne pismo Gruaja Shqiptare, informując w nim o efekcie zbiórek pieniężnych, ale także publikując informacje i porady dla gospodyń domowych. Czasopismo było pierwszym pismem kobiecym, wydawanym w Albanii pisanym przez kobiety i dla kobiet. W 1921 na łamach czasopisma pojawiły się artykuły dotyczące roli kobiety w społeczeństwie albańskim i problemów wychowawczych. W tym samym roku pismo upadło z powodów finansowych. W 1945 władze komunistyczne aresztowały Ndoca Çobę, który w marcu zmarł w więzieniu. Shaqe Çoba zmarła w nędzy w 1954 roku.
W listopadzie 2002 prezydent Albanii Alfred Moisiu uhonorował pośmiertnie Shaqe Çobę orderem Naima Frasheriego za udział w walce o emancypację kobiet i za działalność patriotyczną.
Owocem małżeństwa Shaqe i Ndoca Çoby był syn Karl Çoba (1907-1968).